# Revue d'histoire ecclésiastique
Revue d'histoire ecclésiastique è una rivista accademica di storia del Cristianesimo e di storia delle religioni, pubblicata dall`Università cattolica di Lovanio.

## Descrizione
RHE presenta articoli della storia cristiana e recensioni di monografie accademiche di storia religiosa in generale, editi dalla casa editrice Mathijs Lamberigts in lingua francese, inglese e tedesca. Fondata nel 1921 da Alfred Cauchie, le pubblicazioni si interruppero durante la prima guerra mondiale, per riprendere nel 1921. A partire dal 1970, è stata pubblicata per conto dell'Università di Lovanio.
La periodicità è pari a quattro numeri ogni anno, distribuiti in tre consegne.

## Accoglienza
Secondo lo storico Émile Poulat, rettore dell'EHESS, «in termini di riviste accademiche, la RHE rimane una delle più illustri imprese europee del secolo scorso»..
Vari accademici l'hanno definita come «la migliore rivista internazionale della storia del cristianesimo».